# アバンカイ
アバンカイ（西: Abancay）は、ペルー中部の都市。アプリマク県とアバンカイ郡の中心都市である。

## 地理
アバンカイはアンデス中央部の標高2378m地点に位置し、付近をパチャチャカ川が流れる。一年中暖かいことから、「常春の谷」と呼ばれる。最寄りの都市はクスコとアンダワイラス。クスコとナスカを結ぶ道路とアヤクチョとクスコを結ぶ道路が交差する。

## 歴史
インカ文明が到来する以前から、すでにこの地には人が住み着いていた。チャンカスという民族集団が形成されると、その影響圏に入った。街の名はこの地域でよく見かけるアマンカイという花からきている。スペインの支配下に入ると街の名もアバンカイ・ビリャ・デ・ロス・レイェス（アマンカイ、王の町）と改められたが、後に短縮されて現在の名になった。

## 観光

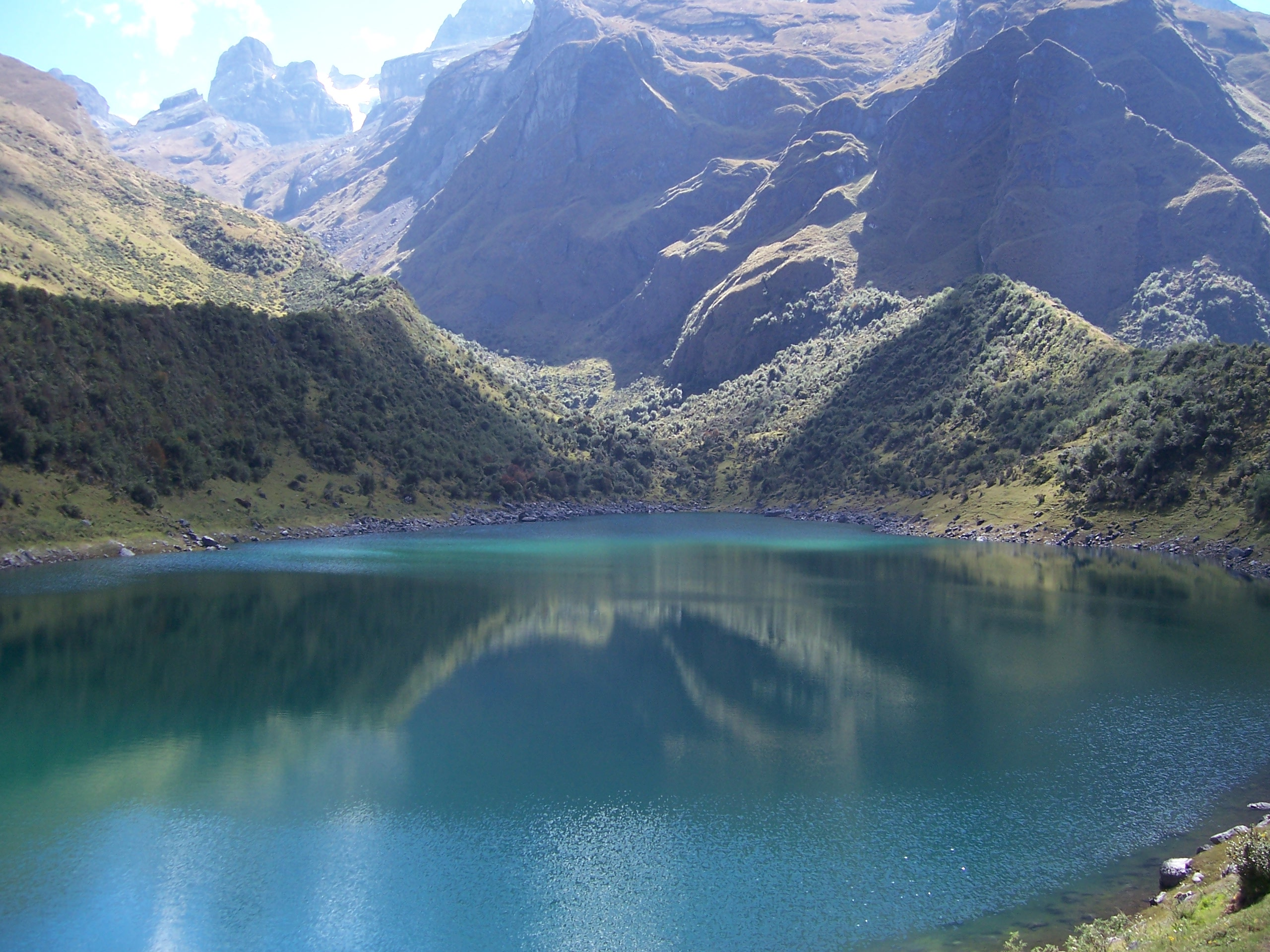
アンパイ国立自然保護区内の湖

毎年2月の最終週から3月の第一週にかけ催されるアバンカイの謝肉祭は、ペルー最高の民族音楽祭として知られる。コスチュームコンテストや民族衣装を着飾るユンサ競技会も市内全域で開かれる。
市街やその近郊では美しい風景がいくつか見られる。例えば、市街北郊の標高約5300mのアンパイ国立自然保護区には湖、滝、野生動物、ユニークな熱帯針葉樹などがある。
この付近を流れるパチャチャカ川は、植民地時代に架けられた橋梁で有名。また、国内最大級のキャニオリング、カヤックの練習場があることでも知られる。
市街から数キロいったところにあるサイウィテ遺跡は、インカ時代礼拝所だった。そこにはインカの世界観が表されたサイウィテ・ストーンという球状の石があり、インカの天文学が当時のヨーロッパより優れていた裏づけになっている。市街からはタクシーで行くことができる。
サイウィテ遺跡から数キロのところには、地熱により水が温められてできたペルー屈指の温泉リゾート、コノク温泉がある。関節炎、ぜんそく、乾癬に効く。
アバンカイはマチュ・ピチュなどのあるインカ時代の都市、チョケキラオへの玄関口となっている。チョケキラオには現在、人は住んでいない。

## 教育
アバンカイにはその規模とは裏腹に、多くの高等教育機関が置かれている。国立大学が一校、私立大学が二校置かれているほか、専門学校も二校ある。

## 文化
この街は小説家ホセ・マリア・アルゲダスの小説『深い川』(Los Ríos Profundos)の舞台となった。この小説にはアバンカイの歴史、伝承、風俗などが記されている。